# 애나벨: 인형의 주인
《애나벨: 인형의 주인》(영어: Annabelle: Creation)은 2017년에 공개된 미국의 초자연 공포 영화이다. 2014년 영화 《애나벨》의 프리퀄이자 컨저링 유니버스 네 번째 작품이다.
2019년 속편 《애나벨 집으로》가 개봉하였다.

## 출연진
- 스테파니 시그만 - 샬럿 수녀 역
- 털리사 베이트먼 - 재니스 역
- 앤서니 러팔리아 - 새뮤얼 멀린스 역
- 미란다 오토 - 에스터 멀린스 역
- 룰루 윌슨 - 린다 역
- 그레이스 풀턴 - 캐럴 역
- 필리파 콜사드 - 낸시 역
- 서마라 리 - 애너벨 “비” 멀린스 역
- 마크 브램홀 - 매시 신부 역
- 애덤 바틀리 - 풀러 경관 역
- 로타 로스텐 - 입양 중개인 역
- 조지프 비샤라 - 애너벨 악령 역
  - 프레드 태터쇼어 - 애너벨 악령 역 (목소리)
- 브라이언 하우 - 피트 히긴스 역
- 케리 오맬리 - 샤론 히긴스 역'
- 브래드 그린퀴스트 - 빅터 팔메리 역
- 애너벨 월리스 - 미아 역 (애나벨 촬영분)
- 워드 호턴 - 존 폼 역 (애나벨 촬영분)
- 보니 에런스 - 발라크 역 (크레디트 미기재)